# Асинибојн (река)
Асинибојн (енгл. Assiniboine River) је канадска река која протиче кроз прерије Саскачевана и Манитобе. Највећа је притока (лева) Црвене реке у коју се улива код града Винипега. Асинибојн је типична равничарска река са спорим током и бројним меандрима. Најважније притоке су Капел и Сурис. Укупна дужина тока износи 1.070 км.
Име реке потиче од индијанског племена Асинибојн, припадника Првих народа Канаде. Потиче од речи 'assine' (камен) и 'bwan' (који се односио на све припаднике народа Сијукса).
Река је позната по честим поплавама које често наносе огромне штете подручјима у њеном сливу. Просечан проток у средњем делу слива износи 45 м³/с. Поплаве су најчешће током пролећа када се топи снег. Да би се ублажиле последице поплава 1967. изграђена је велика брана Шелмаут иза које се налази велико вештачко језеро чије воде се током сушног дела године користе за наводњавање пољопривредних површина. Код Портиџа је 1970. изграђена предводница која у периоду високог водостаја преусмерава део воде из реке директно у језеро Манитобу.
Река је веома богата разним врстама рибе, а посебно се издвајају шаран, Moxostoma macrolepidotum, терпан, манић, штука итд.